# Забулени сови
Забулените сови (Tytonidae) са семейство нощни грабливи птици, принадлежащи към разред Совоподобни.

## Физическа характеристика
Средно големи сови. Липсват „уши“ от удължени пера. Имат добре очертан лицев диск със сърцевидна форма. Той е подвижен и краят му може да се свива навътре, като частично закрива очите. Това движение на лицевия диск чувствително изменя израза на „лицето“ при тези видове.
Краката са дълги. Вторият и третият пръст имат еднаква дължина, а нокътят на втория пръст е назъбен. Смята се, че с помощта на назъбения нокът забулените сови оправят „тоалета си“, като решат перата на „лицето“ и четинките в основата на надклюнието. Трътковата жлеза е оперена.

## Разпространение
Забулените сови предпочитат тропически и умерени географски ширини. Разпространени са по всички континенти без Антарктида. В България се среща вида Забулена сова (Tyto alba).

## Начин на живот и хранене
Храни се предимно с дребни гризачи. Изключително полезна птица, често се заселва в хамбари със зърно, където ловува голям брой мишки и полевки.

## Размножаване
Яйцата са слабо удължени, а не кръгли както при другите сови. Малките имат първо и второ пухово (неоптилно) оперение, без да пониква младежко (мезоптилно) оперение. Яйцата са чисто бели и сферични.

## Списък на видовете
- Семейство Tytonidae -- Забулени сови
  - Род Phodilus -- Маскирани сови
    - Phodilus badius -- Азиатска маскирана сова
    - Phodilus prigoginei -- Африканска маскирана сова

  - Род Tyto -- Същински забулени сови
    - Tyto alba -- Забулена сова
    - Tyto aurantia -- Златна забулена сова
    - Tyto capensis -- Капска забулена сова
    - Tyto glaucops --
    - Tyto inexspectata -- Минахаска забулена сова
    - Tyto longimembris -- Източна забулена сова
    - Tyto manusi --
    - Tyto multipunctata --
    - Tyto nigrobrunnea -- Талиабска забулена сова
    - Tyto novaehollandiae -- Австралийска забулена сова
    - Tyto rosenbergii -- Целебеска забулена сова
    - Tyto sororcula --
    - Tyto soumagnei -- Мадагаскарска забулена сова
    - Tyto tenebricosa -- Новогвинейска забулена сова